# Джирард (Техас)
Джирард (англ. Girard) — переписна місцевість (CDP) в США, в окрузі Кент штату Техас. Населення — 53 особи (2020).

## Географія
Джирард розташований за координатами 33°21′49″ пн. ш. 100°39′35″ зх. д. / 33.36361° пн. ш. 100.65972° зх. д. (33.363500, -100.659691).  За даними Бюро перепису населення США в 2010 році переписна місцевість мала площу 3,76 км², уся площа — суходіл.

## Демографія
Згідно з переписом 2010 року, у переписній місцевості мешкало 50 осіб у 23 домогосподарствах у складі 15 родин. Густота населення становила 13 осіб/км².  Було 25 помешкань (7/км²).
Расовий склад населення:
| - 90,0 % — білих - 6,0 % — чорних або афроамериканців |

До двох чи більше рас належало 4,0 %. Частка іспаномовних становила 16,0 % від усіх жителів.
За віковим діапазоном населення розподілялося таким чином: 20,0 % — особи молодші 18 років, 66,0 % — особи у віці 18—64 років, 14,0 % — особи у віці 65 років та старші. Медіана віку мешканця становила 52,5 року. На 100 осіб жіночої статі у переписній місцевості припадало 100,0 чоловіків;  на 100 жінок у віці від 18 років та старших — 90,5 чоловіків також старших 18 років.
За межею бідності перебувало 12,9 % осіб, у тому числі 0,0 % дітей у віці до 18 років та 33,3 % осіб у віці 65 років та старших.
Цивільне працевлаштоване населення становило 17 осіб. Основні галузі зайнятості: освіта, охорона здоров'я та соціальна допомога — 76,5 %, роздрібна торгівля — 23,5 %.